# Jean-Baptiste Maillard
Pour les articles homonymes, voir Maillard.
Jean-Baptiste Maillard, né le 26 novembre 1857 à Tourcoing, où il est décédé le 29 décembre 1929, est un architecte français.

## Biographie
Il est le fils de Charles Maillard comme lui architecte à Tourcoing.
Jean-Baptiste Maillard est élève de Ludovic-François Douillard à l’École nationale supérieure des beaux-arts à Paris. Il est diplômé fin 1882.
Il s'est marié à Lille le 6 septembre 1884 avec Henriette Bayard. Ils ont eu cinq enfants. L'ainé, Henri Maillard (1884-1949) devient architecte avec son père.
Il a dessiné et construit un très grand nombre d'hôtels, immeubles, maisons, églises dont une quinzaine a été classée au titre des monuments historiques. Il a également construit les deux ailes (la chapelle et l'ensemble atrium-aula), rue Vauban à Lille, du palais académique de l'université catholique de Lille.
Au tout début du XXe siècle, il fut l'architecte de la station balnéaire de Wissant. Émile Seguard et Jean-Baptiste Maillard créent la société immobilière de Wissant, au capital de 500 000 francs, et achètent à la commune vingt-trois hectares de terrain. Jean Baptiste Maillard met en place un cahier des charges qui réglemente l'organisation de la station,.
Il devint membre de la société des architectes du Nord en 1888.

## Réalisations notables à Tourcoing

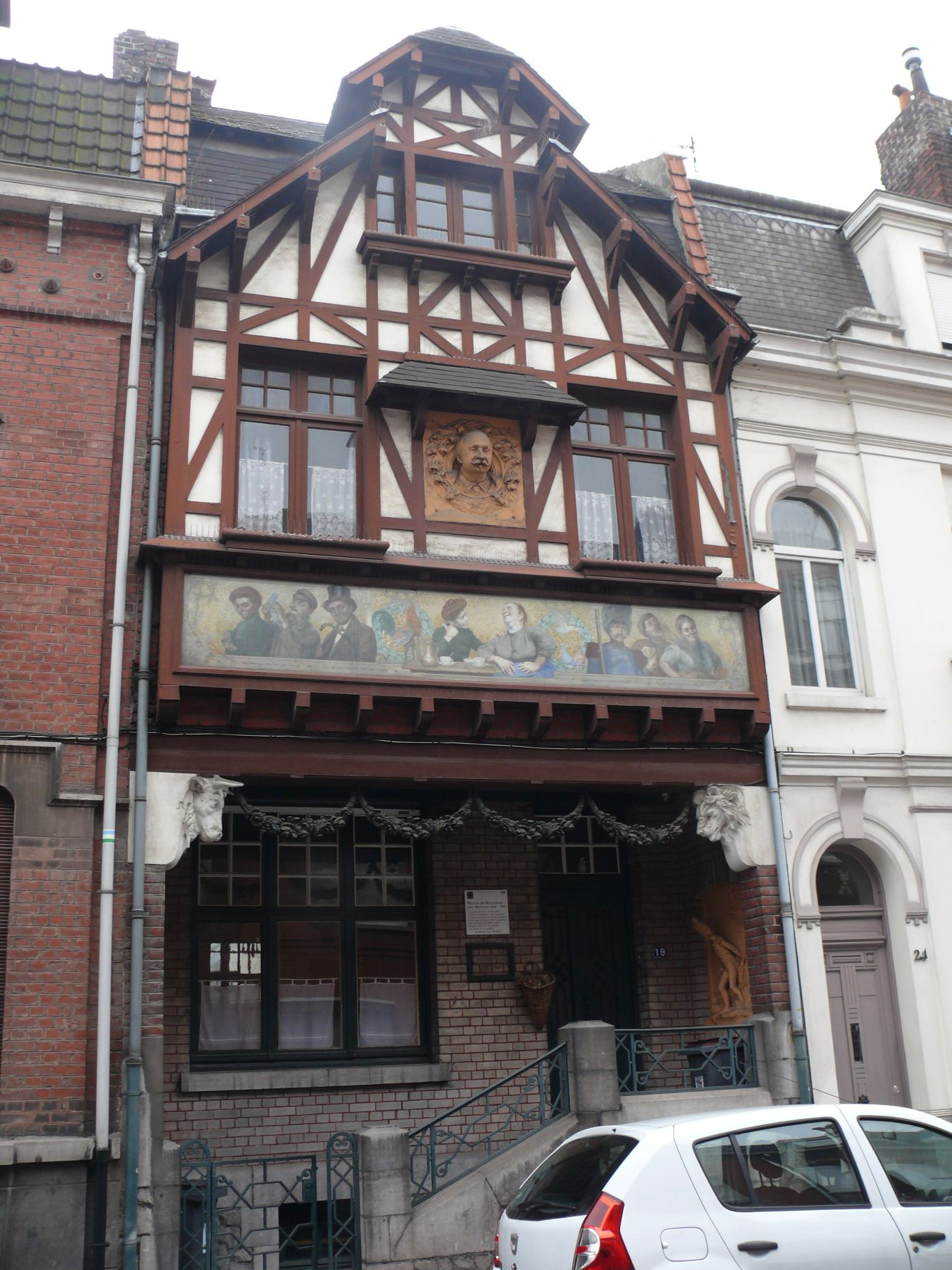
Maison du Broutteux

- 1887-1892 : théâtre[6], acheté par la ville en 1902
- 1896 : hôtel Lorthiois-Leurent[7], 72 rue de Lille
- 1898 : maison de l'architecte[8], 54-56 rue Nationale
- Vers 1900 : hôtel[9], 74 rue de Lille, détruit
- Vers 1900 : immeuble[10], 65 boulevard Gambetta ; 2 rue Monthyon
- Vers 1900 : hôtel[11], 65 rue de Lille
- 1903 : hôtel Pollet-Degothal[12], 100 rue de Lille
- Vers 1907 : maison du Broutteux (Jules Watteeuw), 19 rue Jules-Watteeuw
- 1908 : église Saint-Jean-Baptiste de Tourcoing
- 1911 : maison Masurel-Jonglez[13], 28 rue de Wailly
- 1911 : maison du collectionneur, square Winston-Churchill[14]
- 1921 : chapelle votive dite chapelle du Vœu[15], 18-20 rue Faidherbe, avec son fils Henri Maillard
- 1921 : Crédit du Nord[16], 31 Grand'Place, avec son fils Henri Maillard

## Ailleurs
- 1901 : église Saint-Nicolas de Wasquehal, place du Général-De-Gaulle
- 1904-1909 : hôpital Rosendaël[17], Dunkerque,  Inscrit MH[18]
- 1909 : église paroissiale Saint-Gérard[19], Lambersart - Démolie en 2004
- 1911-1925 : chapelle et l'ensemble atrium-aula du palais académique, boulevard Vauban à Lille

## Station balnéaire deWissant
- 1905 : villa Fleur de Lys[20]> pour lui-même, 1 rue Chopin
- Villa La Grande Amie[21], 5 rue George-Sand
- 1911 : villa Antoinette[22], 5 rue des Tennis

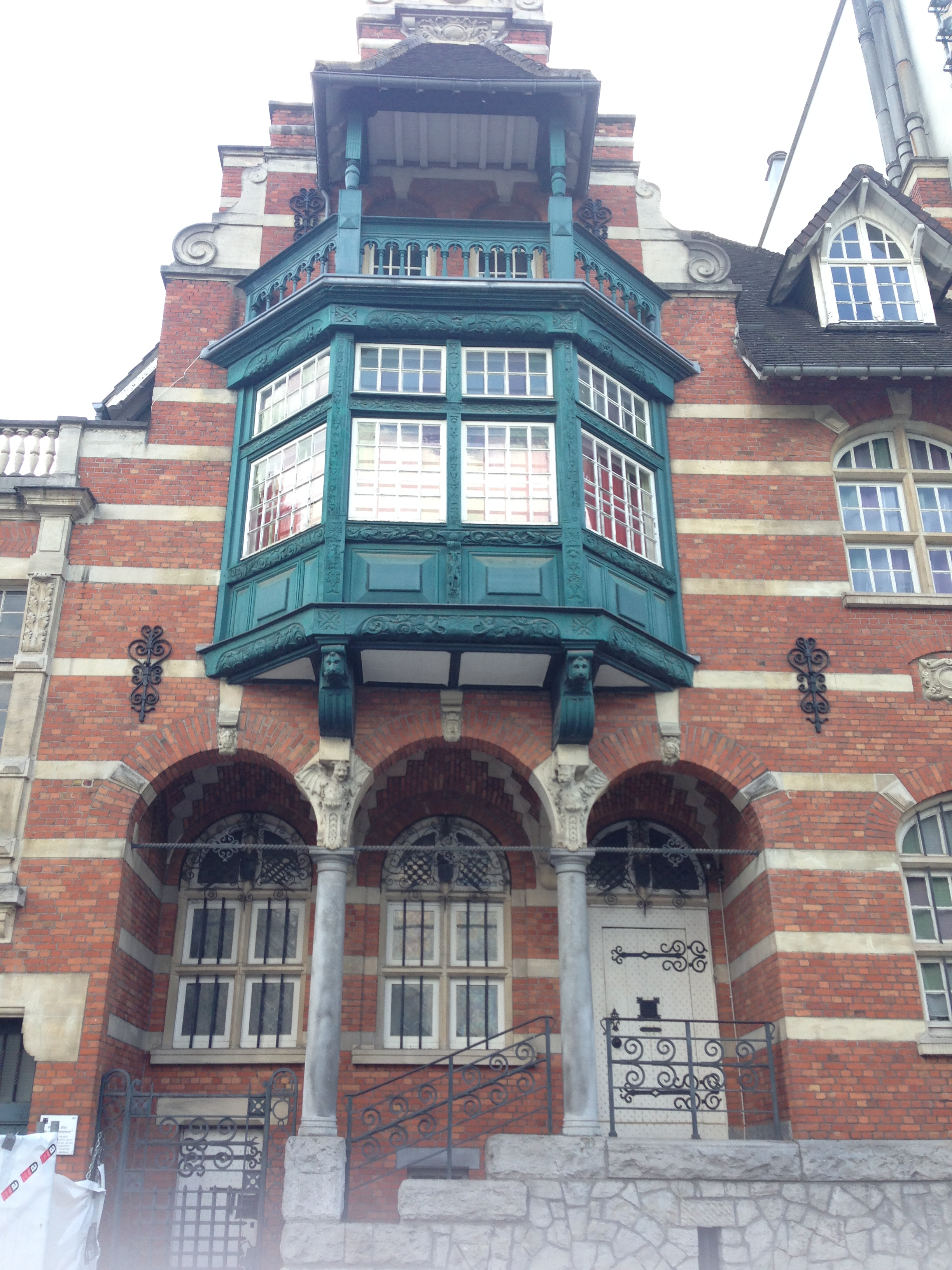
Maison du collectionneur, entrée
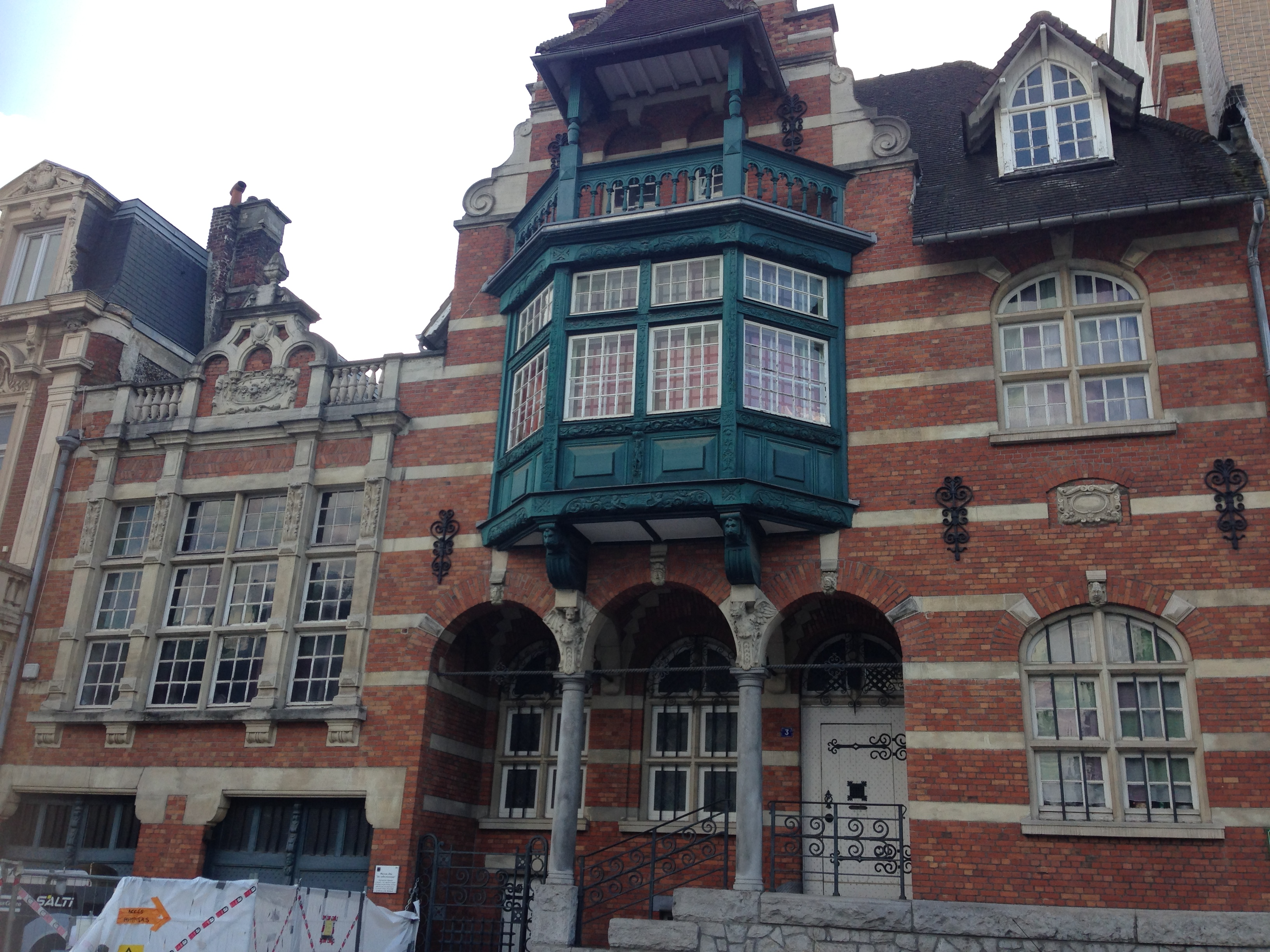
Maison du collecteur, façade
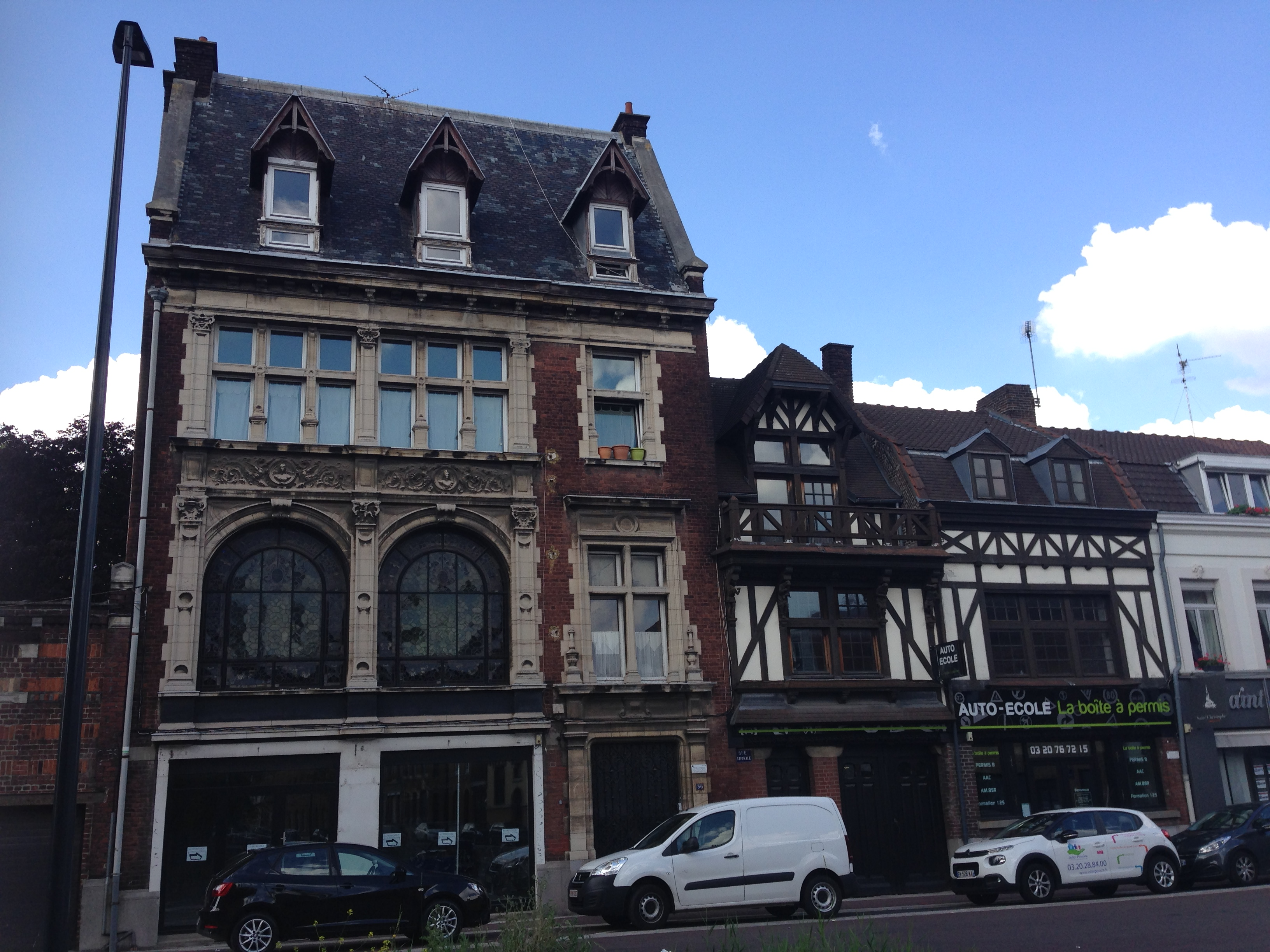
Maison de l'architecte.
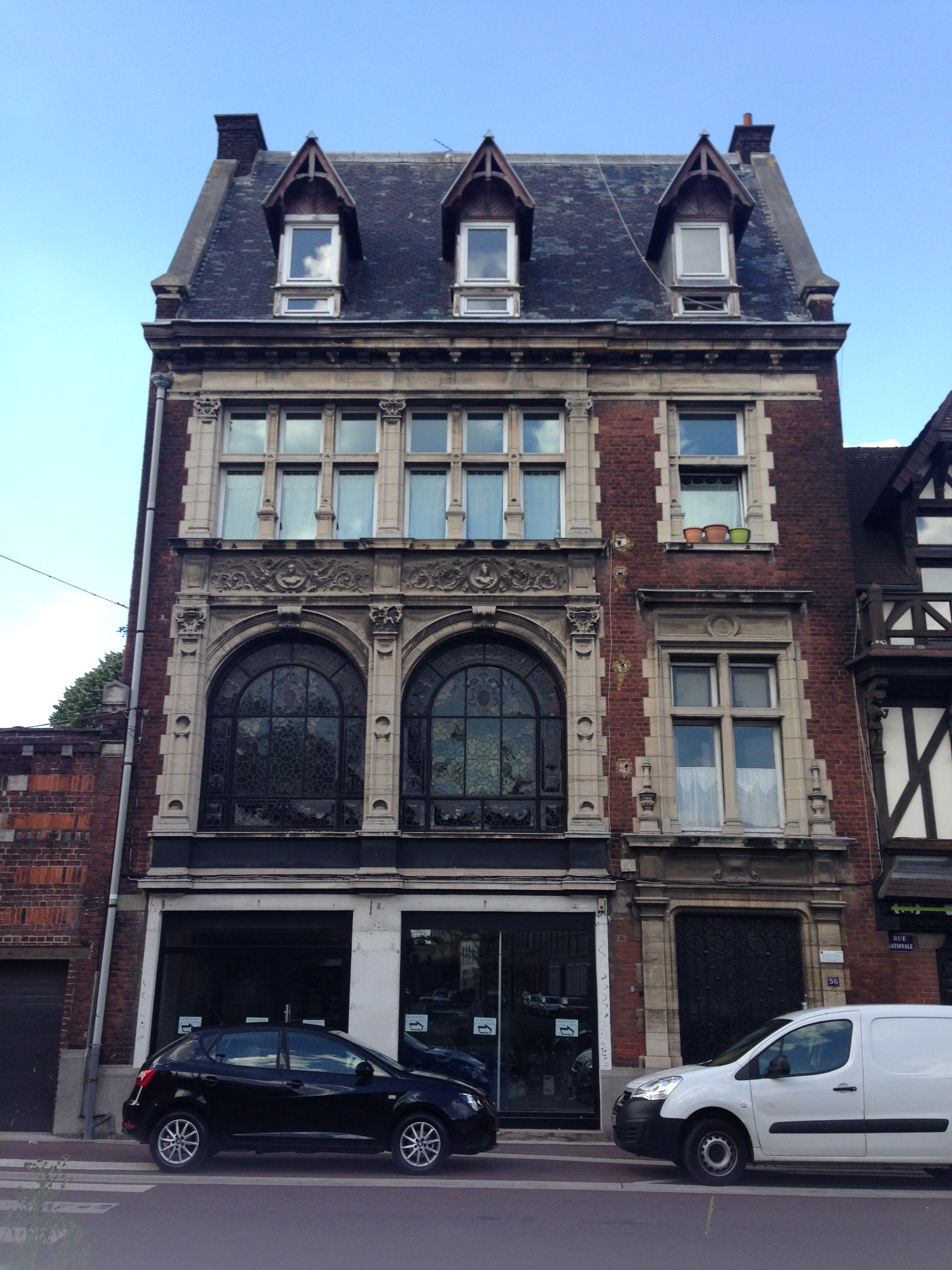
56 rue Nationale Tourcoing